# Wetlet
Wetlet är en kommun i Myanmar.   Den ligger i regionen Sagaingregionen, i den centrala delen av landet, 290 km norr om huvudstaden Naypyidaw. Antalet invånare är 201 901.